# Charles de Broqueville
Pour les articles homonymes, voir De Broqueville.
Le comte Charles de Broqueville (né au château de Postel à Mol le 4 décembre 1860 et mort à Bruxelles le 5 septembre 1940) est un homme d'État belge, membre du Parti catholique, baron en 1919 puis comte en 1920,  Il est à deux reprises Premier ministre de Belgique.

## Biographie

Blason de la famille de Broqueville

Charles Marie Pierre Albert, 1er comte de Broqueville, né le 4 décembre 1860 à Mol, est le fils de Stanislas baron de Broqueville, homme politique belge, et de Marie-Claire de Briey. Sa famille est d'origine gersoise, ses aïeux ayant choisi la carrière des armes pour ensuite s'installer par alliance matrimoniale en Belgique. 
Il reçoit une éducation privée chez les Jésuites du collège de Turnhout, notamment de l'abbé Simon, futur prélat et aumônier de la Cour, qui joue un grand rôle dans sa formation. Il parle et écrit couramment le français et le néerlandais. Son mariage avec la baronne Berthe d'Huart, en 1885, fille du sénateur Alfred d'Huart et petite-fille du chef de cabinet belge et leader du Parti catholique Jules Malou, étend considérablement ses relations et lui permet d'entrer en politique.
Dès l'âge de 25 ans, il est membre du conseil communal de Mol. En 1886, il devient membre du conseil provincial d'Anvers et, en 1892, représentant catholique de l'arrondissement de Turnhout à la Chambre. Il garde ce mandat jusqu'en juin 1919. Il est ensuite sénateur provincial de Namur avant de devenir sénateur coopté de 1925 à 1936.

## Au gouvernement
Sa carrière gouvernementale commence en septembre 1910 quand il devient ministre des Chemins de Fer, Postes et Télégraphes, dans le cabinet de François Schollaert.
En 1911, le roi Albert Ier fait appel à lui pour constituer un nouveau gouvernement de droite, à la suite de la chute du gouvernement Schollaert.
Au vu de la situation internationale, il réorganise l'armée et élargit la base de recrutement. En novembre 1912, il prend la succession du général Michel comme ministre de la Guerre et fait voter la loi généralisant le service militaire préparée par son prédécesseur. En même temps, il réorganise le commandement, augmente l'armement et crée de nouvelles unités.
Selon l'historien Jacques Willequet, le roi Albert Ier estime que par la prestation du serment constitutionnel « de maintenir l'indépendance nationale et l'intégrité du territoire »  (article 91), il a la responsabilité personnelle de diriger l'armée. Cette conception fait de lui le chef de l'armée belge alors que le gouvernement belge est chargé des affaires civiles.
En août 1914, lorsque la Belgique est envahie par l'armée allemande, le gouvernement de Broqueville se réfugie avec l'armée belge sous la protection de la Position fortifiée d'Anvers. À la fin du mois d'octobre, cette place forte est sur le point de tomber aux mains des Allemands. Le gouvernement de Broqueville est contraint de quitter la Belgique et de s'installer à Dunkerque. Il y demeure lors de la bataille de l'Yser.
En décembre 1914, de Broqueville et son gouvernement s'installent sur la côte normande, à Sainte-Adresse afin de pouvoir exercer toutes les prérogatives gouvernementales de la Belgique. Il y restera pour la durée de la guerre. Comme ministre de la guerre en même temps que « chef de cabinet », puis premier ministre, Broqueville se dévoue sans compter et réussit le tour de force de reconstituer, équiper, réorganiser et former, à partir des lambeaux de l'armée de 1914, une armée moderne et efficace qui joua un rôle décisif dans les offensives victorieuses de 1918. 
Le roi Albert Ier s'installe, quant à lui, à La Panne, dans la partie du territoire belge restée libre, pour exercer le commandement de l'armée belge; de Broqueville, à la fois premier ministre et ministre de la guerre, séjourne le plus souvent possible auprès du roi, dans l'esprit de la constitution qui prévoit que le roi soit « couvert » dans tous ses actes par un membre du gouvernement qui en prend la responsabilité politique.
À plusieurs reprises - et notamment à Anvers en septembre 1914, quand il fallut choisir entre évacuer l'armée pour continuer la lutte avec les alliés ou soutenir le siège jusqu'au moment de déposer les armes - s'est posée la question de savoir si cette couverture civile était nécessaire pour les décisions du roi en tant que chef de l'armée, qu'il commandait personnellement. Le roi Albert, comme ses prédécesseurs, tenait à cette prérogative qu'il considérait comme liée à son serment constitutionnel ; son premier ministre était d'un avis différent, et, par exemple, fit soumettre au roi par son chef de cabinet, le comte de Lichtervelde, une note en ce sens en avril 1917. Le roi Albert la repoussa en lui répondant par une note extrêmement vigoureuse. La question de l'autonomie du roi en tant que chef de l'armée ne fut pas reprise après la victoire (sauf par l'ancien chef d'état-major, le lieutenant général Antonin de Selliers de Moranville), étant donné l'immense popularité du roi victorieux; cette ambiguïté persistante resurgit en mai 1940 quand le roi Léopold III en suivant la ligne qu'aurait suivie son père, considéra pouvoir et devoir agir comme chef de l'armée de façon indépendante du gouvernement. 
L'action du gouvernement belge en exil ne cesse pas durant la guerre. Quoique membre du parti catholique, Broqueville, en accord avec le roi, élargit le gouvernement, en 1916, en y faisant entrer les libéraux Paul Hymans et le comte Eugène Goblet d'Alviella, ainsi que le socialiste Émile Vandervelde. En 1917, il cède le portefeuille de la Guerre et prend la responsabilité des Affaires étrangères au moment où les victoires des forces du Congo belge dans l'Est africain allemand posent le problème de la position africaine de la Belgique en face des ambitions anglaises.
Entre-temps, dès 1915, le roi Albert établit des contacts indirects avec des relations dans les familles royales allemandes, notamment avec son beau-frère, un partisan de la paix, le comte Hans Veit zu Toerring-Jettenbach. Mais les exigences belges de restauration de l'indépendance et d'indemnisation des pertes humaines et matérielles dues à l'invasion sont repoussées par l'Allemagne.
En 1916, des pourparlers secrets avec l'Allemagne mettent en cause le ministre français Aristide Briand et même Clemenceau (qui a toujours nié). Il s'agit d'une paix de compromis permettant à la France de retrouver la Lorraine allemande et l'Alsace et pour la Belgique de retrouver son indépendance et d'être indemnisée pour les pertes immenses, humaines et matérielles causées par l'invasion allemande. Dans cette affaire, Broqueville approuve le roi Albert qui confie aux princes Sixte de Bourbon-Parme et François-Xavier de Bourbon-Parme, frères de l'impératrice d'Autriche Zita de Bourbon-Parme (et proches parents de la grande-duchesse de Luxembourg) qui combattent dans l'armée belge, d'utiliser leurs relations familiales dans les dynasties européennes. Ces contacts passent par l'Autriche-Hongrie, mais le sabotage des pourparlers par le ministre autrichien, le comte Czernin, qui les révèle dans un discours public, met fin à des tentatives de paix, déjà commencées, en 1915, dans les milieux socialistes allemands et des socialistes belges représentés par Camille Huysmans. À la suite de cette tentative de paix de 1917, Broqueville abandonne les Affaires étrangères pour être nommé ministre d'État.
Le 1er juin 1918, à la suite de désaccords avec certains de ses ministres de même qu'avec un projet pour l'armée du roi Albert Ier, il démissionne de son poste de Premier ministre. Il se retire dans le Poitou et est nommé ministre d'État. En novembre 1918, l'offensive libératrice de l'armée belge faisant suite à la deuxième bataille de Belgique permet au gouvernement et au roi de rentrer à Bruxelles. Mais, alors que cette offensive n'a pas encore atteint la capitale, une rencontre a lieu à Loppem avec des leaders politiques restés au pays sous l'occupation allemande. Il y est décidé de former un gouvernement de coalition dirigé par Léon Delacroix, Premier ministre et avec Charles de Broqueville comme ministre de l'Intérieur. Il reste un an à ce poste (de novembre 1918 à décembre 1919) qu'il quitte avec la chute du gouvernement Delacroix I. Il s'y efforce notamment de faire accepter par la droite la suppression le vote plural (remplacé par le suffrage universel).
En 1926, de Broqueville est appelé en tant que ministre de la Défense nationale dans le gouvernement Jaspar I. Il reste à ce poste jusqu'à la chute du gouvernement Jaspar II en juin 1931. Il est également ministre de l'Instruction ad interim. 
En octobre 1932, le roi Albert Ier le charge de dissoudre les Chambres pour remédier à la crise économique. Il forme un cabinet dont il est le Premier ministre, ministre de l'Agriculture et des Classes moyennes. Son gouvernement de coalition catholique-libérale est confronté à la détérioration de la situation internationale et économique ainsi qu'aux débats de stratégie en matière militaire. Ne parvenant pas à trouver d'accord sur la politique économique, de Broqueville donne sa démission le 13 novembre 1934 et quitte la vie politique.
À la mort du roi, il fait un discours, le 6 mars 1934, au Sénat sur la nécessité de faire son deuil du Traité de Versailles et d'arriver à une entente des alliés de 1914-1918 avec l'Allemagne sur le désarmement, faute de quoi on ira vers une nouvelle guerre.
Présenté comme un homme d'une « amabilité éternellement souriante », il quitte la vie publique en 1936 et meurt à Bruxelles, le 5 septembre 1940, sous la deuxième occupation allemande.

## Hommages et distinctions
Charles de Broqueville est fait comte et ministre d'État en 1918 par le roi Albert Ier. Une avenue est baptisée « Charles de Broqueville » et un monument portant un médaillon à son effigie, œuvre d'Inès de San, a été érigé à sa mémoire à Woluwe-Saint-Lambert.
Il a reçu les distinctions suivantes :
- Grand cordon de l'ordre de Léopold (Belgique) ;
- Croix de guerre 1914-1918 (Belgique) ;
- Chevalier de l'ordre de Dannebrog (Danemark) ;
- Grand-croix de l'ordre du Sauveur (Grèce) ;
- Chevalier de l'Ordre de Pie IX (Vatican) ;
- Première classe de l'ordre du Soleil levant (Japon) ;
- Grand-croix de la Légion d'honneur (France) ;
- Croix de guerre 1914–1918 (France) ;
- Grand-croix de l'ordre de la Couronne de chêne en 1913 (Grand-Duché du Luxembourg) ;
- Chevalier grand-croix de l'ordre du Lion néerlandais (Pays-Bas) ;
- Chevalier grand-croix de l'ordre de Saint-Michel et Saint-Georges (Royaume-Uni) ;
- Chevalier de l'ordre de l'Aigle blanc (Empire russe) ;
- Chevalier Grand-croix de l'ordre de la Couronne (Roumanie) ;

- Grand-croix de l'ordre du Christ (Portugal) ;

- Chevalier grand-croix de l'ordre du Lion de Zaeringen (Grand Duché de Bade).
- Grand cordon de l'ordre du grand-duc Gediminas en 1929 (Lituanie).

### Bibliographie

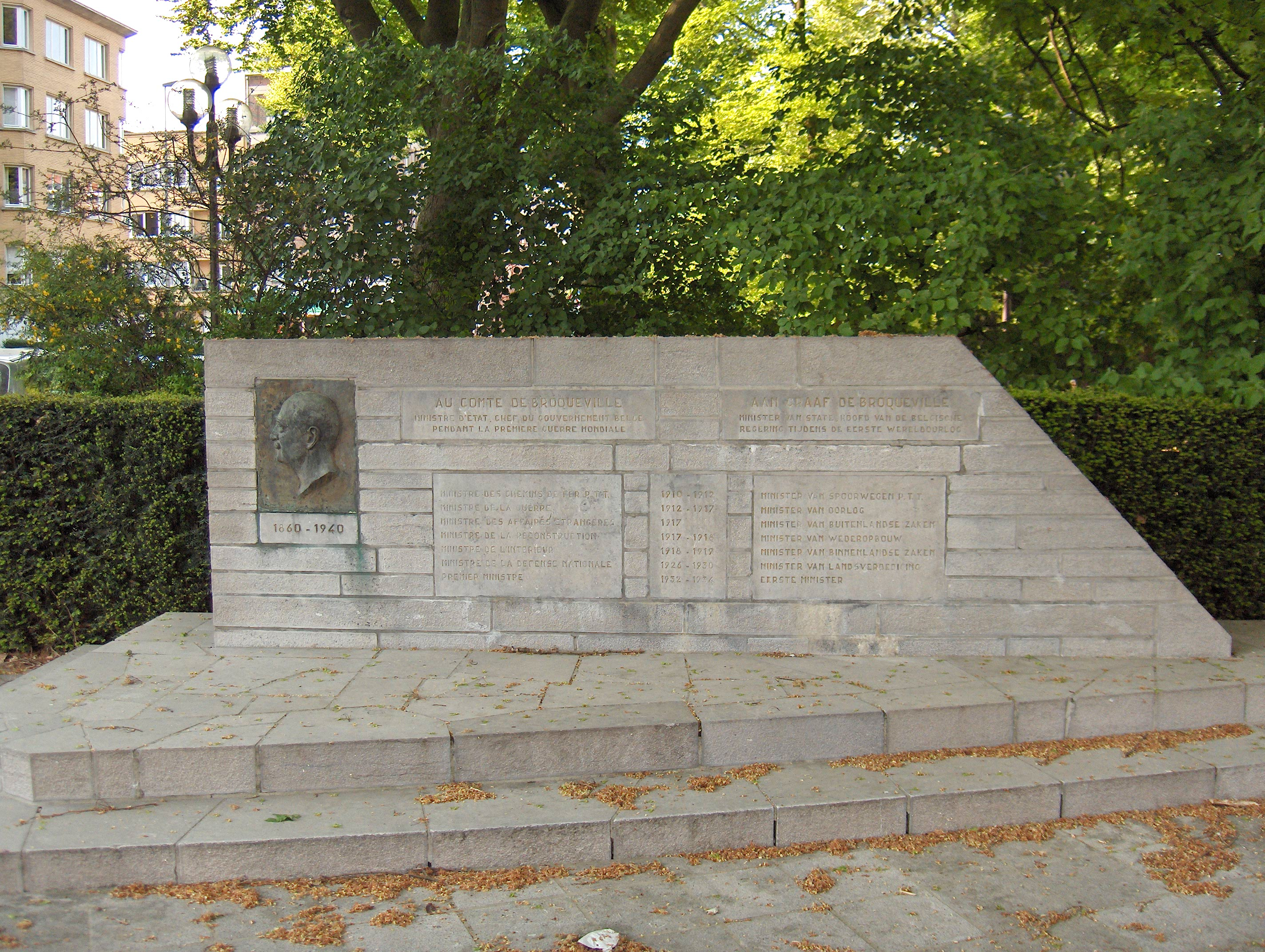
Monument en l'honneur de Charles de Broqueville à Woluwe-Saint-Lambert.